# Japanese Breakfast
Japanese Breakfast (с англ. — «Японский завтрак») — американская инди-поп-группа из Филадельфии, штат Пенсильвания, образованная в 2013 году. Проект возглавляют вокалистка, гитаристка и основной автор песен Мишель Заунер, а также Питер Брэдли (гитара), Девен Крейг (бас-гитара) и Крейг Хендрикс (ударные, клавишные, бэк-вокал).
Заунер основала группу как сторонний проект в 2013 году, когда она возглавляла эмо-группу Little Big League из Филадельфии. Она сказала, что назвала группу после того, как увидела GIF-изображение японского завтрака и потому, что она подумала, что этот термин будет «экзотическим» для американцев и заставит других задуматься о том, из чего состоит японский завтрак.
В 2014 году она вернулась в свой родной город Юджин, штат Орегон, чтобы ухаживать за своей больной матерью. Она продолжила записывать музыку и песни, сначала чтобы справиться со стрессом, а затем, после смерти матери, с горем. В конечном итоге песни вошли в дебютный студийный альбом Psychopomp (2016), выпущенный на Yellow K Records. Его критический и коммерческий успех побудил Japanese Breakfast подписать контракт с лейблом Dead Oceans, который выпустил второй и третий студийные альбомы группы: Soft Sounds from Another Planet (2017) и Jubilee (2021). Jubilee был номинирован на Лучший альтернативный музыкальный альбом, а Japanese Breakfast — на Лучший новый исполнитель на 64-й ежегодной премии Грэмми, и стал первым альбомом группы, попавшим в чарт Billboard 200, где он достиг 56-го места.

## Характеристики
Стиль
Japanese Breakfast обычно называют инди-поп-группой, содержащей элементы экспериментального попа, лоу-фай, дрим-попа и инди-рока. Ранние релизы группы, включая Psychopomp, описывались как лоу-фай, в то время как более поздние релизы, включая второй и третий альбомы группы, Soft Sounds from Another Planet и Jubilee, в первую очередь были обозначены как инди-поп с элементами шугейза и чеймбер-попа. Sable описывалась как эмбиентная музыка.

## Дискография
Смотри статью «Дискография Japanese Breakfast» в англ. разделе.
- Psychopomp (2016)
- Soft Sounds from Another Planet (2017)
- Jubilee (2021)
- Sable (Original Video Game Soundtrack) (2021)